# نادية فارس أنليكر
نادية فارس أنليكر (بالإنجليزية: Nadia Fares Anliker)‏ (مواليد 18 سبتمبر 1962، برن)، هي مُخرجة وكاتبة سيناريو مصرية سويسرية.

## وصلات خارجية
- نادية فارس أنليكر على موقع IMDb (الإنجليزية)
- نادية فارس أنليكر على موقع قاعدة بيانات الأفلام العربية
- نادية فارس أنليكر على موقع ألو سيني (الفرنسية)
- نادية فارس أنليكر على موقع قاعدة بيانات الفيلم (الإنجليزية)